# Famille Amizzo
 (juillet 2024).
La famille Amizzo (ou Amizo) est une famille patricienne de Venise, originaire de Ravenne.

## Historique
La famille Amizzo est originaire de Ravenne.
Elle donne des tribuns à Venise. Ils pratiquent l'activité de crédit dans les commerces avec l'Orient. Cette famille est agrégée à l'ancien Consilium en 1086 et confirmée noble à la clôture du Maggior Consiglio, en 1297.
Les Amizzo s'éteignent vers 1350/60. Ils pourraient être apparenté à la même famille Amigo.

## Armes

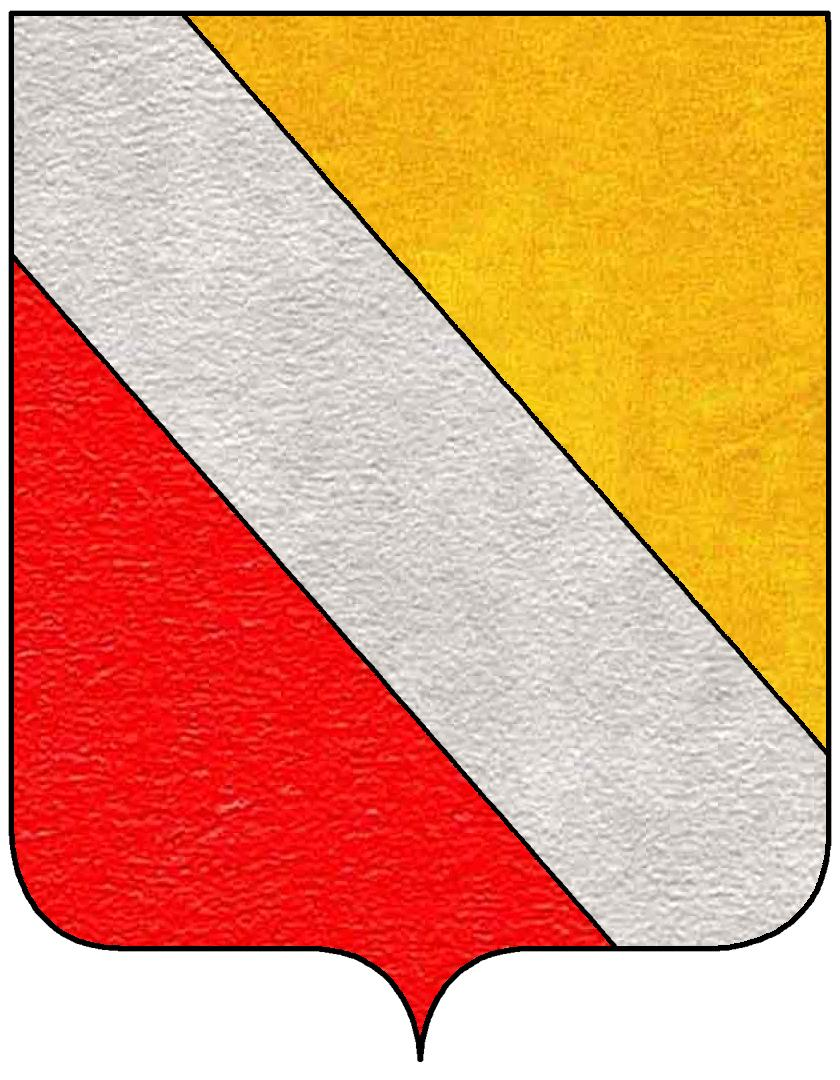
Armes des Amizo

Les armes des Amizzo se blasonnent ainsi tranché d'or sur gueules à la bande d'argent brochant sur le tranché.